# マイコン・ジ・アンドラージ・バルベラン
マイコン（Maycon）ことマイコン・ジ・アンドラージ・バルベラン（ポルトガル語: Maycon de Andrade Barberan、1997年7月15日 - ）は、ブラジルのサッカー選手。ポジションはMF。

## クラブ歴
12歳の時にSCコリンチャンス・パウリスタの下部組織に加入。2014年にU-20カンピオナート・パウリスタ、2015年にコパ・サンパウロ・ジ・フチボウ・ジュニオルを制した世代で、後者の決勝で彼は得点を決めた。2016年2月11日にプロ初出場。3月13日に初得点。
2016年7月14日にAAポンチ・プレッタに期限付き移籍した。
2018年6月17日、FCシャフタール・ドネツクと5年契約を締結した。

## タイトル
コリンチャンス
- カンピオナート・ブラジレイロ・セリエA: 2017
- カンピオナート・パウリスタ: 2017

シャフタール
- ウクライナ・プレミアリーグ: 2018-19
- ウクライナ・カップ: 2018-19